# Grenspaal van Biskupice Radłowskie
De Grenspaal van Biskupice Radłowskie (Pools: Słup graniczny w Biskupicach Radłowskich) is het enige overgebleven bouwwerk van dit type in Polen. De grenspaal is in 1450 door Zbigniew Oleśnicki gesticht en stond langs de voormalige grens van het bisdom Krakau.

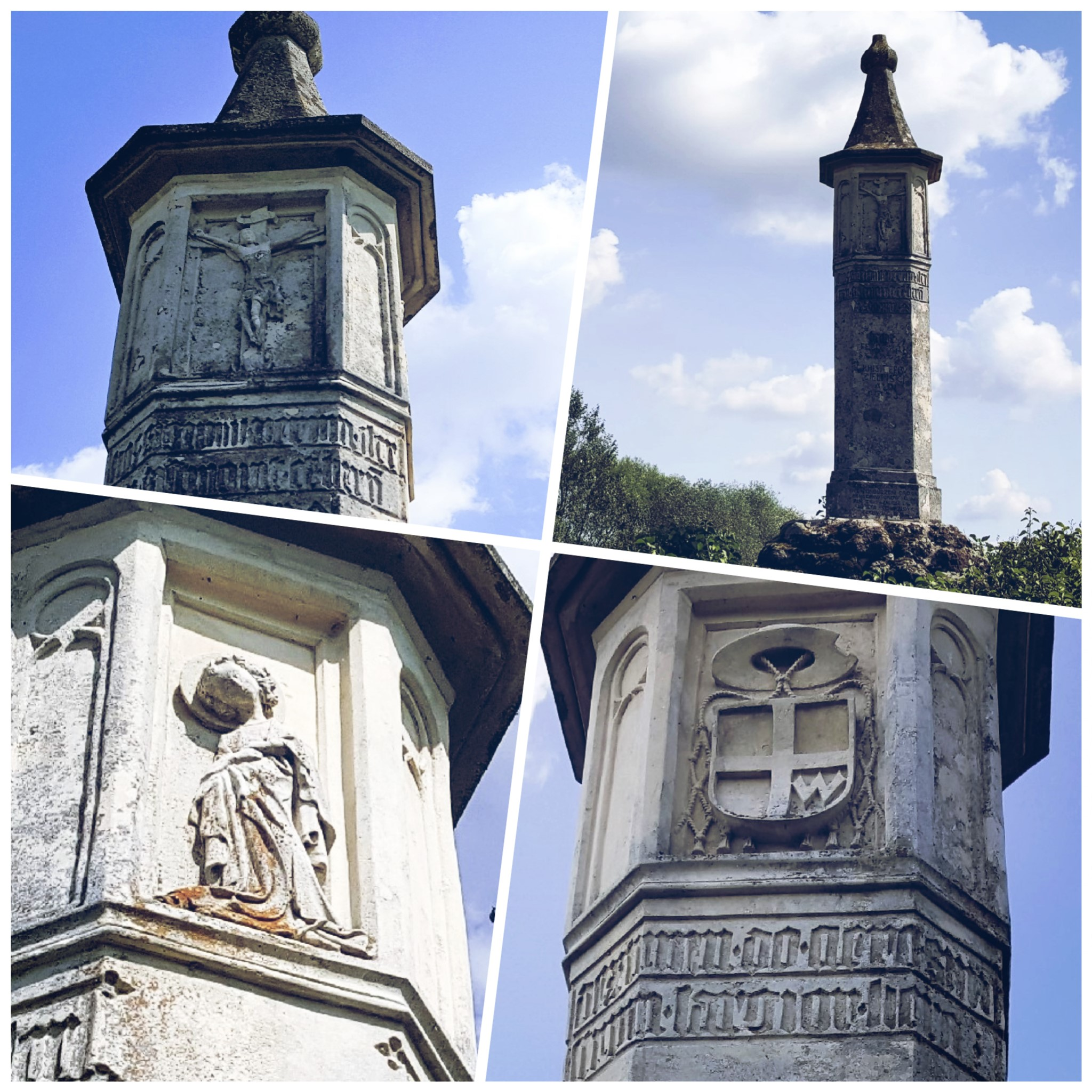